# 卡斯甘杰
卡斯甘杰（Kasganj），是印度北方邦Etah县的一个城镇。总人口92485（2001年）。

## 人口
该地2001年总人口92485人，其中男性49066人，女性43419人；0—6岁人口13941人，其中男7311人，女6630人；识字率61.16%，其中男性为66.80%，女性为54.78%。